# عرب اليونان
العرب في اليونان هم الأشخاص من دول العالم العربي وخاصة لبنان وسوريا والأراضي الفلسطينية والعراق والأردن وأغلبهم مسيحيون. هناك ايضاً مجموعات صغيرة من مصر والجزائر وتونس والمغرب وليبيا والسودان، الذين هاجروا من بلدانهم الأصلية ويقيمون حاليًا في اليونان ومعظمهم من المسلمون. تميل الغالبية للعيش في أثينا وسالونيك. ومع ذلك، يتواجدون ايضاً في جميع أنحاء البلاد.